# Magister sacri palatii
Magister sacri palatii (lat.) ist der traditionelle Titel des päpstlichen Haustheologen in der römisch-katholischen Kirche. Der Titel „Meister des Heiligen Apostolischen Palastes“ (Magister Sacri Palatii Apostolici) bestand bis ins Jahr 1968, als er durch das Apostolische Schreiben Pontificalis Domus Papst Pauls VI. in Theologe des Päpstlichen Haushalts (Pontificalis Domus Doctor Theologus) abgeändert wurde.
Eingeführt wurde das Amt im 1218 auf Wunsch des Heiligen Dominikus, der auch der erste Amtsinhaber war. Von den Dominikanern, die ihm folgten, wurden 23 später zu Kardinälen kreiert. Ursprünglich war er der Lehrer der Dienerschaft des Papstes und der Kardinäle. Im 13. Jahrhundert bestand die Hauptaufgabe des Meisters des Heiligen Palastes darin, über die Heilige Schrift zu lehren und der theologischen Schule im Vatikan vorzustehen. Am 30. Oktober 1439 verfügte Papst Eugen IV., dass der Meister des Heiligen Palastes den Rang nach dem Dekan der Rota haben solle. Ab dem frühen 16. Jahrhunderts war er insbesondere mit dem Index Librorum Prohibitorum zur Bücherzensur betraut, der 1966 abgeschafft wurde. Der Amtsinhaber ist traditionell immer ein Dominikaner.
Bedeutende Hoftheologen waren z. B. Bartolomeo Spina oder Giuseppe Agostino Orsi. Ausgerechnet Giovanni Nanni (1432–1502) tat sich jedoch in dieser Position durch heute wertvolle Fälschung (Berosus Babilonicus. De his quae praecesserunt inundationem terrarum) angeblich unbekannter Fragmente antiker Autoren durch Annius von Viterbo hervor.

## Amtsinhaber
- Dominikus OP (später Heiliger) (1218–6. August 1221)
- Bartolomeo di Breganze OP (später Bischof und Seliger) (1235–1246)
- Annibaldo Annibaldi OP (später Kardinal) (1246–22. Mai 1262)
- Guglielmo Bonderini OP (1263–1270)
- Pietro Angeletti OP (1270–1272)
- Ramón de Cortsaví OP (1272–1281)
- Hugues Aycelin de Billom OP (später Kardinal) (1281–6. Mai 1288)
- Guillaume Pierre Godin OP (später Kardinal) (1288–23. Dezember 1312)
- Guillaume Durand de Saint-Pourçain OP (1312–1317)
- Guillaume de Laudun OP (1317–1321)
- Raymond Beguin OP (1321–1324)
- Dominique Grenier OP (1324–1327)
- Armando de Bellovisi OP (1327–1335)
- Pierre de Piret OP (1335–1336)
- Raimondo Durandi OP (1336–1344)
- Jean de Moulins OP (später Kardinal) (1345–30. Mai 1349)
- Guillaume de la Sudré OP (später Kardinal) (1349–27. August 1361)
- Guglielmo Romani OP (1361–1372)
- Nicolas de Saint Saturnin OP (später Pseudokardinal) (1372–18. Dezember 1378)
- Pietro Alberini OP (1378–1379)
- Ugolino da Camerino OP (1379–1395)
- Giacomo Arigoni de Belardi OP (1395–1407)
- Leonardo Dati OP (1407–14. September 1414)
- Bartolomeo de Bolstenech OP (1414–1418)
- Juan de Casanova OP (1418–1424)
- Andrea da Pisa OP (1424–1429)
- Giovanni di Costantinopoli OP (1429–1431)
- Juan de Torquemada OP (später Kardinal) (1431–18. Dezember 1439)
- Heinrich Kalteisen OP (1439–1452)
- Jaime Gil OP (1452–1465)
- Leonardo Mansueti OP (1465–1474)
- Salvo Cassetta OP (1474–1481)
- Marco Maroldi OP (1482–1490)
- Paolo Moneglia OP (1490–1499)
- Annio da Viterbo OP (1499–1502)
- Giovanni Raffanelli OP (1502–1515)
- Silvestro Mazzolini da Prierio OP (1515–1523)
- Tommaso Badia OP (später Kardinal) (1523–2. Juni 1542)
- Bartolomeo Spina OP (1542–1546)
- Pietro Martire da Brescia OP (1546–1547)
- Egidio Foscarari OP (1547–1550)
- Gerolamo Muzzarelli OP (1550–1553)
- Pietro Paolo Giannerini OP (1553–1558)
- Daniele Bianchi da Crema OP (1558–1565)
- Tomas Manriquez OP (1565–1573)
- Paolo Constabile OP (1573–1580)
- Sisto Fabri di Lucca OP (1580–1583)
- Tommaso Zobbio OP (1583–1589)
- Vincenzo Bonardi OP (1589–1591)
- Bartolomeo de Miranda OP (1591–1597)
- Giovanni Battista Lanci OP (1597–1598)
- Giovanni Maria Guanzelli OP (1598–1607)
- Agostino Galamini OP (später Kardinal) (1607–1608)
- Lodovico Ystella OP (1608–1614)
- Giacinto Petroni OP (später Bischof) (1614–1622)
- Niccolò Ridolfi OP (1622–1629)
- Nicola Riccardi OP (1629–1639)
- Vincenzo Maculani OP (später Kardinal) (1639–16. Dezember 1641)
- Gregorio Donati OP (1641–1642)
- Reginaldo Lucarini OP (1642–1643)
- Michel Mazarin OP (später Kardinal) (1643–10. Juli 1645)
- Vincenzo Candidi OP (1645–1654)
- Raimondo Capizucchi OP (später Kardinal) (1654–1663)
- Giacinto Libelli OP (später Erzbischof) (1663–21. Februar 1673)
- Raimondo Capizucchi OP (später Kardinal) (1673–1. September 1681)
- Domenico Maria Pozzobonelli OP (1681–1688)
- Tommaso Maria Ferrari OP (später Kardinal) (1688–12. Dezember 1695)
- Paolino de Bernardini OP (1695–1711)
- Gregorio Selleri OP (später Kardinal) (12. März 1711–30. April 1728)
- Giovanni Benedetto Zuannelli OP (1728–1738)
- Luigi Nicola Ridolfi OP (1738–1749)
- Giuseppe Agostino Orsi OP (später Kardinal) (1749–24. September 1759)
- Agostino Ricchini OP (1759–1789)
- Tommaso Schiara OP (1789–1791)
- Tommaso Maria Mamachi OP (1791–1792)
- Vincenzo Maria Pani OP (1792–1804)
- Filippo Anfossi OP (1815–1825)
- Tommaso Domenico Piazza (1825–1826)
- Giuseppe Maria Velzi OP (später Kardinal) (1826–2. Juli 1832)
- Domenico Buttaoni della Tolfa OP (1832–1859)
- Giacinto Gigli OP (1859–1867)
- Mariano Spada OP (1867–1872)
- Vincenzo Maria Gatti OP (1872–1882)
- Agostino Bausa OP (später Kardinal) (17. Januar 1882–23. Mai 1887)
- Raffaele Pierotti OP (später Kardinal) (25. Juni 1887–30. November 1896)
- Alberto Lepidi OP (1897–1925)
- Marco Sales OP (1925–1936)
- Mariano Cordovani OP (1936–1950)
- Michael Browne OP (später Kardinal) (13. Januar 1951–11. April 1955)
- Mario Luigi Ciappi OP (später Kardinal) (5. Mai 1955–28. März 1968)

### Päpstlicher Haustheologen
- Mario Luigi Ciappi OP (28. März 1968– 27. Juni 1977, danach bis Oktober 1989 Pro-Theologe und Kardinal)
- Georges Cottier OP (Dezember 1989– 21. Oktober 2003, danach bis 1. Dezember 2005 Pro-Theologe und Kardinal)
- Wojciech Giertych OP (seit 1. Dezember 2005)